# Sebedín - Bečov
Sebedín - Bečov es un municipio del distrito de Banská Bystrica en la región de Banská Bystrica, Eslovaquia, con una población estimada a final del año 2024 de 360 habitantes.
Se encuentra ubicado en la zona centro-norte de la región, cerca del río Hron —un afluente izquierdo del Danubio— y de la frontera con la región de Žilina.

## Demografía
| Año        | 1994 | 2004     | 2014    | 2024    |
| ---------- | ---- | -------- | ------- | ------- |
| Población  | 324  | 397      | 369     | 360     |
| Diferencia |      | +22,53 % | −7,05 % | −2,43 % |

| Año        | 2023 | 2024    |
| ---------- | ---- | ------- |
| Población  | 354  | 360     |
| Diferencia |      | +1,69 % |